# NGC 2082
NGC 2082 (również PGC 17609) – galaktyka spiralna z poprzeczką (SBb), znajdująca się w gwiazdozbiorze Złotej Ryby. Odkrył ją John Herschel 30 listopada 1834 roku.
W galaktyce tej zaobserwowano supernową SN 1992ba.